# Єжиська
Єжиська (пол. Jerzyska) — село в Польщі, у гміні Лохув Венґровського повіту Мазовецького воєводства.
Населення — 59 осіб (2011).
У 1975-1998 роках село належало до Седлецького воєводства.

## Демографія
Демографічна структура станом на 31 березня 2011 року:
|          | Загалом | Допрацездатний вік | Працездатний вік | Постпрацездатний вік |
| -------- | ------- | ------------------ | ---------------- | -------------------- |
| Чоловіки | 30      | 4                  | 22               | 4                    |
| Жінки    | 29      | 8                  | 15               | 6                    |
| Разом    | 59      | 12                 | 37               | 10                   |